# Żabi Szczyt Wyżni
Die Große Froschspitze (polnisch Żabi Szczyt Wyżni, slowakisch Veľký Žabí štít) ist ein Berg in der Hohen Tatra mit einer Höhe von 2259 m n.p.m. an der polnisch-slowakischen Grenze.

## Lage und Umgebung
Unterhalb des Gipfels liegen das Fischseetal im Westen (Polen) und Bialkatal im Osten (Slowakei).
Nachbargipfel sind die Dénesspitze (Niżnie Rysy), der von ihm durch die Böhmischseeschart getrennt wird, und der Froschmönch, der von ihm durch den Bergpass Obere Froschscharte getrennt ist.

## Etymologie
Der Name Große Froschspitze rührt von den nahe gelegenen Froschseen.

## Tourismus
Die Große Froschspitze liegt auf keinem markierten Wanderweg. Er ist jedoch für Kletterer mit einer Genehmigung der Verwaltung eines der Nationalparks zugänglich. Da die umliegenden Gipfel höher sind, ist die Aussicht von der Große Froschspitze beschränkt. Als Ausgangspunkt für eine Besteigung eignen sich die Schutzhütten Schronisko PTTK nad Morskim Okiem und Schronisko PTTK w Dolinie Roztoki.

## Belege
- Zofia Radwańska-Paryska, Witold Henryk Paryski, Wielka encyklopedia tatrzańska, Poronin, Wyd. Górskie, 2004, ISBN 83-7104-009-1.
- Tatry Wysokie słowackie i polskie. Mapa turystyczna 1:25.000, Warszawa, 2005/06, Polkart, ISBN 83-87873-26-8.